# 's Gravenmoer

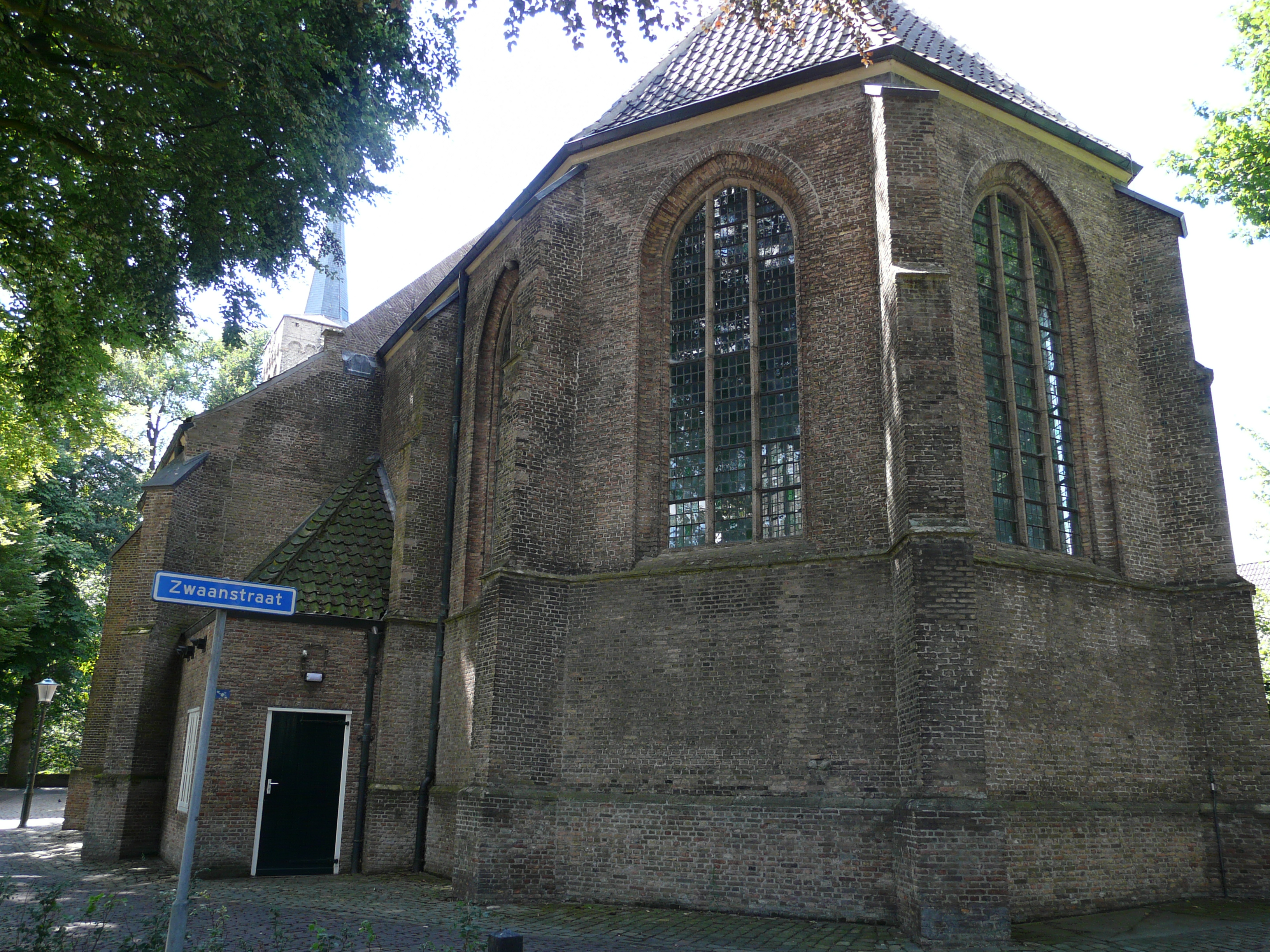
Martinuskerk

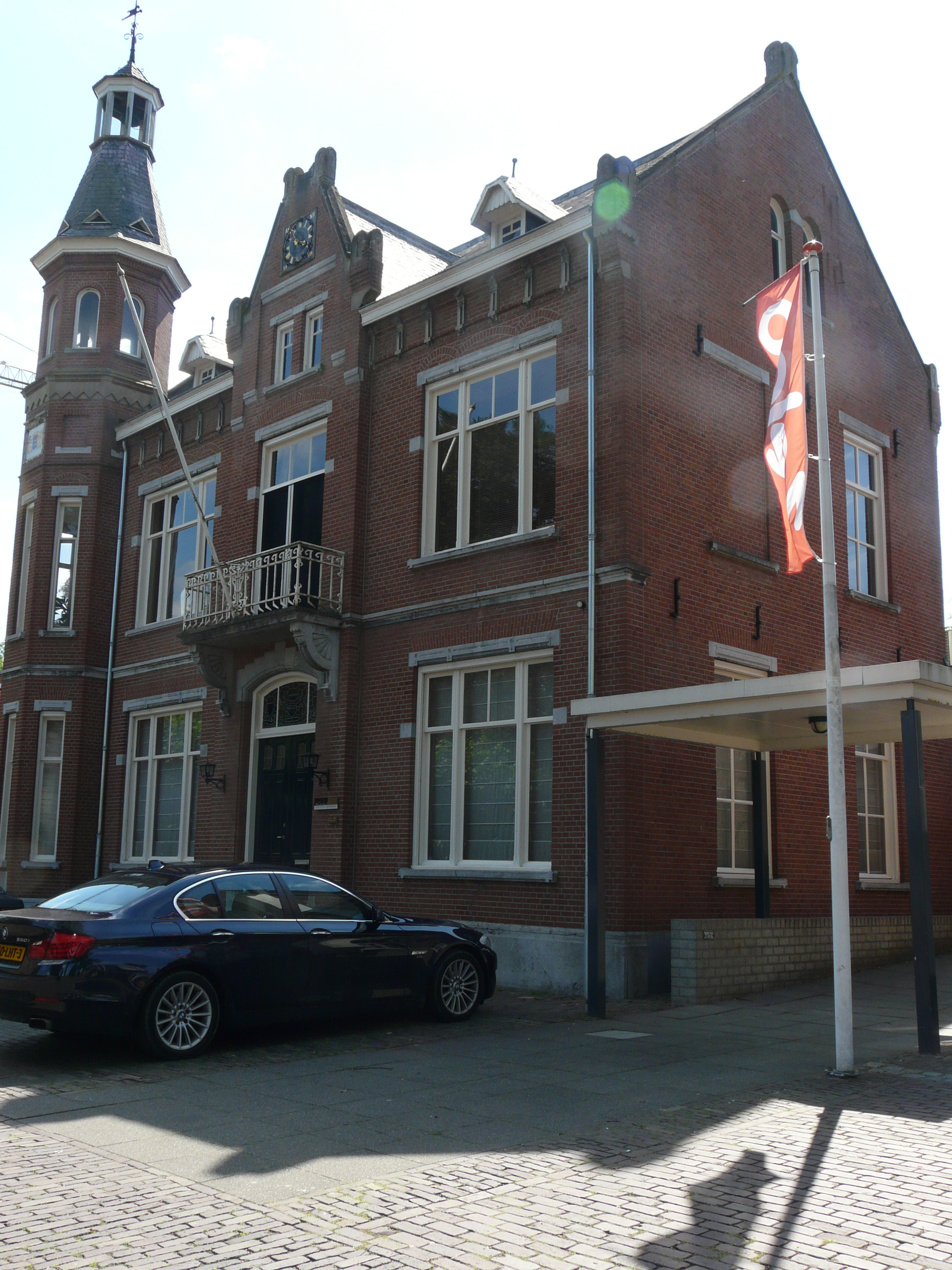
Voormalig raadhuis

 's Gravenmoer is een dorp  in de gemeente Dongen, in de Nederlandse provincie Noord-Brabant. Het dorp heeft 2.250 inwoners (2023). Het dorp is onderdeel van De Langstraat.

## Toponymie
De naam van het dorp is afgeleid van moer, een veengebied dat in dit geval eigendom was van de graaf van Holland.
De naam wordt als 's Gravenmoer, dus zonder koppelteken, geschreven, in tegenstelling tot vergelijkbare namen als 's-Gravenhage en 's-Hertogenbosch. Taaltechnisch gezien is het koppelteken niet correct. Opvallend genoeg wordt de nabijgelegen 's-Gravenmoerse Vaart wel met koppelteken geschreven.

## Geschiedenis
- 's Gravenmoer wordt voor het eerst vermeld in 1293.[4] Het is ontstaan als veenkolonie en hoorde oorspronkelijk bij het Graafschap Holland dat een gedeelte van het gebied ten zuiden van de rivier de Maas in bezit had. In het bewuste jaar gaf graaf Floris V van Holland vijftien hoeven wilderten in den Groten Ham aan Steven van Waalwijk. In 1326 sprak men van vijftien hoeven venes, legghende in Sgraven moer. Samen met Roosendaal wordt 's Gravenmoer genoemd als oudste veenkolonie van Nederland. Er lag een turfvaart, die echter in de loop van de 15e eeuw verzandde, waarna in de 16e eeuw de 's-Gravenmoerse Vaart werd gegraven.
- Van het begin af aan was 's Gravenmoer een schippersplaats, waar gehandeld werd in turf, stro en rijshout. Uiteindelijk kwam aan de turfwinning en later ook aan de scheepvaart een einde. In 1950 werd de haven gedempt.
- In 1421 werd het dorp tijdens de Sint-Elisabethsvloed zwaar getroffen.
- In de zestiende eeuw kwam het dorp via de contacten die de schippers hadden, in aanraking met de Reformatie en werd het gewonnen voor de "nije leer". In 1610 werd een predikant aangesteld.[5] De eeuwen daarna bleef 's Gravenmoer een protestantse enclave in een rooms-katholieke streek.
- Gedurende de Tachtigjarige Oorlog probeerde het dorp aansluiting te vinden bij Brabant, maar het werd in 1734 bij Holland gevoegd. In 1814, na de Franse tijd, werd het dorp definitief bij de nieuw gevormde provincie Noord-Brabant gevoegd. Tot 1997 vormde 's Gravenmoer een zelfstandige gemeente, waarna het bij Dongen werd gevoegd.

## Bezienswaardigheden
- De Martinuskerk, de hervormde kerk van 's Gravenmoer
- De Gereformeerde kerk, aan de Vaartweg
- Een aantal boerderijen, waaronder enkele van het Langstraatse type, zoals:
  - Waspikseweg 15, met trapgevel, uit 1664
  - Hoofdstraat 16, uit 1686
  - Hoofdstraat 50, Huis Vredelust, uit 1800. De kelders van deze voormalige boerderij stammen vermoedelijk uit de 17e eeuw en hebben gordelbogen en graatgewelven.
  - Hoofdstraat 72 is een boerderij die mogelijk uit de 17e eeuw stamt. Ze werd in de 18e en 19e eeuw verbouwd en het woongedeelte heeft tuitgevels.
- Voormalige dorpsschool, aan de Hoofdstraat 4, uit 1872.
- Voormalig raadhuis, aan de Hoofdstraat 8, uit 1909. In jugendstil-achtige stijl, met een torentje.
- Pastorie, aan de Hoofdstraat 2, uit 1681.
- Voor verdere bezienswaardigheden, zie 's-Gravenmoerse Vaart.

Zie ook:
- Lijst van rijksmonumenten in 's Gravenmoer
- Lijst van gemeentelijke monumenten in 's Gravenmoer

## Natuur en landschap
's Gravenmoer, gelegen in De Langstraat, is een van de weinige plaatsen in westelijk Noord-Brabant die nog veengebied aan de oppervlakte kent, omdat de plaats, in tegenstelling tot meer noordelijk gelegen plaatsen, niet zodanig overstroomd is dat er zich een kleilaag op het veen heeft gevormd. Daarom bleek de grond geschikt voor tuinbouw. Het slagenlandschap, volgens welk principe het veen werd ontgonnen, is hier en daar te herkennen.
Direct ten westen van 's Gravenmoer stroomt de Donge, die tevens de gemeentegrens vormt. Langs de Donge liggen een aantal kleinere natuurgebiedjes. Ook in de kom van 's Gravenmoer ligt een parkje tussen de Martinuskerk en de Donge.
Ten zuiden van 's Gravenmoer ligt de Hoge Dijk, die vroeger de grens tussen de Baronie van Breda en het Graafschap Holland vormde.

## Nabijgelegen kernen
- Dongen
- Oosteind
- Raamsdonk
- Waspik
- Klein-Dongen
- 's-Grevelduin-Capelle

## Geboren
- Wim Aalders, theoloog
- Laurens van Kuik, onderwijzer en kunstschilder